# Turbo radiatus
Turbo radiatus là một loài ốc biển, là động vật thân mềm chân bụng sống ở biển thuộc họ Turbinidae, họ ốc xà cừ.

## Hình ảnh

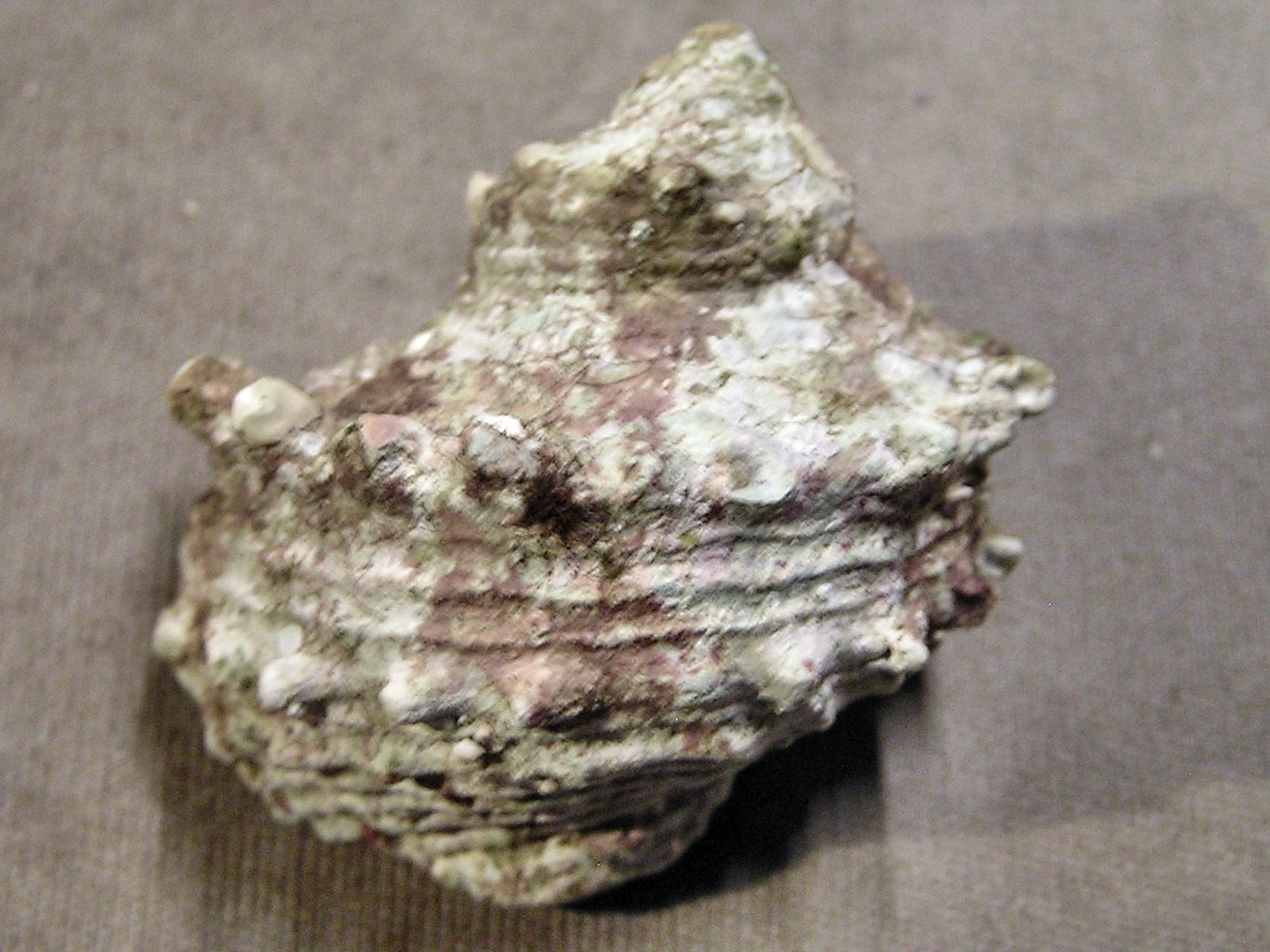
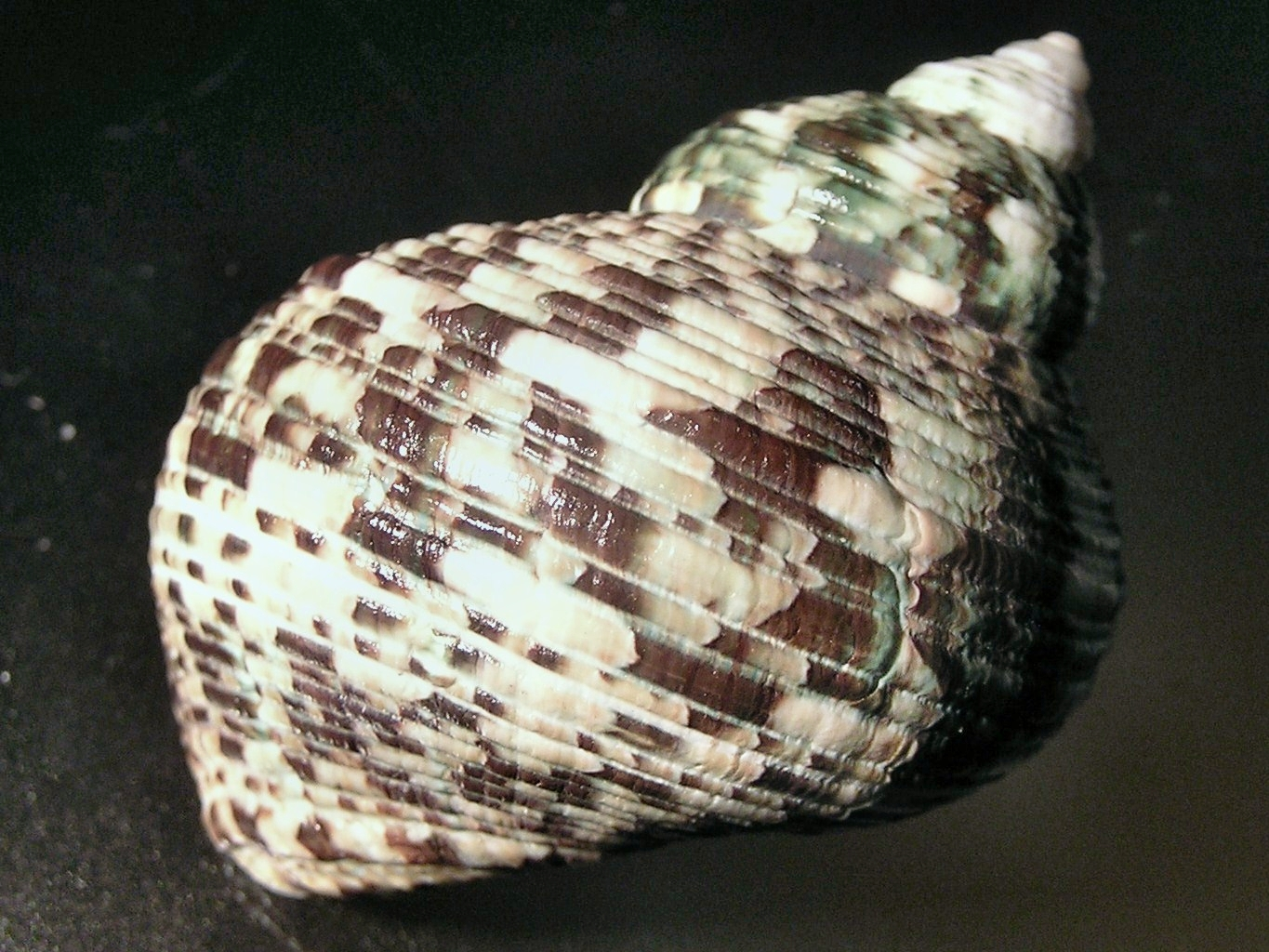
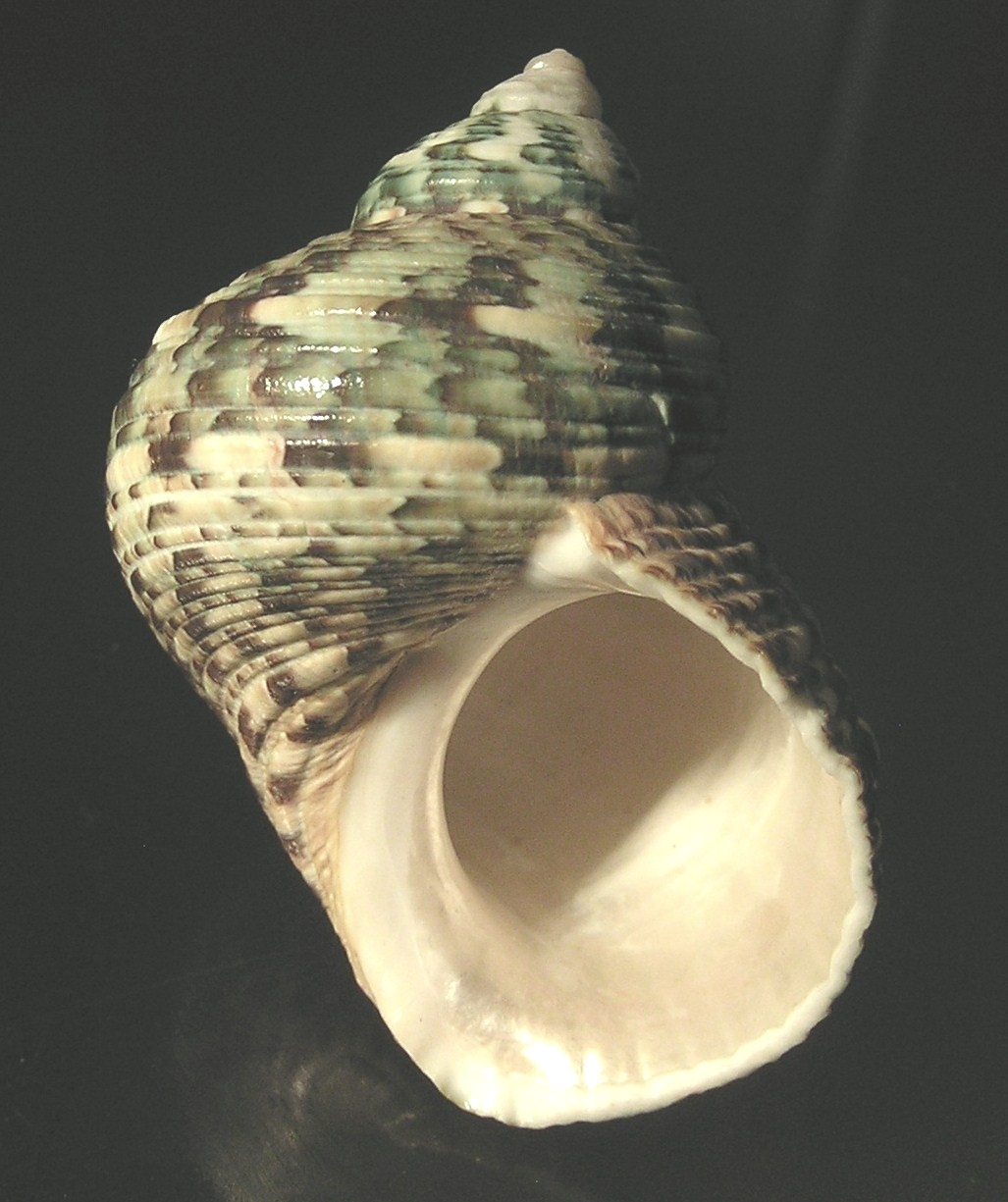